# Síndrome SAPHO
Esta síndrome possui etiologia desconhecida. É caracterizada por:
- 1)Sinovite - Inflamação da cápsula sinovial
- 2)Acne
- 3)Pustulose - Se manifesta por psoríase ou pustulose palmoplantar
- 4)Hiperostose - Espessamento irregular do tecido ósseo subperiosteal
- 5)Osteíte inflamatória